# Langres (fromage)
Pour les articles homonymes, voir Langres (homonymie).
Le langres est un fromage français au lait de vache, à pâte molle à croûte lavée de la région Grand Est, bénéficiant d'une AOC depuis 1991 et d'une AOP depuis 2009. Il est originaire du plateau de Langres.
Sa meilleure période de consommation s'étend de mai à décembre.

## Présentation
Il présente une forme tronçonique marqué par une dépression en son centre. Décliné en 3 formats, dans son format le plus courant, il a un poids de 280 à 300 grammes pour un diamètre de 10 cm et une épaisseur de 5 à 6 cm. 
Sa croute va de jaune clair à brun-rouge, avec parfois couvert d'un fin duvet blanc virant au rouge-brun en s'affinant.
Sa période de dégustation optimale s'étale de mai à août après un affinage de 15 jours pour les petits formats (150 à 250 g), 18 jours pour les formats moyens (280 à 350 g) et 21 jours pour le format « à la coupe » (800 à 1 300 g), mais il est aussi excellent de mars à décembre. Apparenté au munster et à l'époisses, son grand concurrent régional, il est plus doux que ce dernier. Les amateurs éclairés utilisent son sommet en forme de cuvette comme réceptacle pour mettre un peu de Marc de Bourgogne.

## Production et appellation d'origine
En 2016, 605,5 tonnes de Langres ont été produites par trois fromageries dont un producteur fermier.
Le cahier des charges de cette appellation d'origine contrôlée reconnue depuis 1991 a été homologué par décret no 2009-49 du 13 janvier 2009, paru au journal officiel du 15 janvier 2009.
Le cahier des charges définit une zone AOC qui concerne deux arrondissements de la Haute-Marne (Chaumont et Langres), un canton des Vosges (Neufchâteau) et 4 villages de Côte-d'Or. Les races de vaches autorisées sont la simmental française, la montbéliarde et la brune. La Prim'Holstein est tolérée si son effectif ne dépasse pas les 50 % au sein du troupeau. Le cahier des charges indique aussi que les vaches doivent pâturer un minimum de 6 mois par an.
Le fromage de Langres est célébré et promu, à Langres, par la confrérie des Taste-fromages de Langres.

Langres « grand format » vendu à la coupe
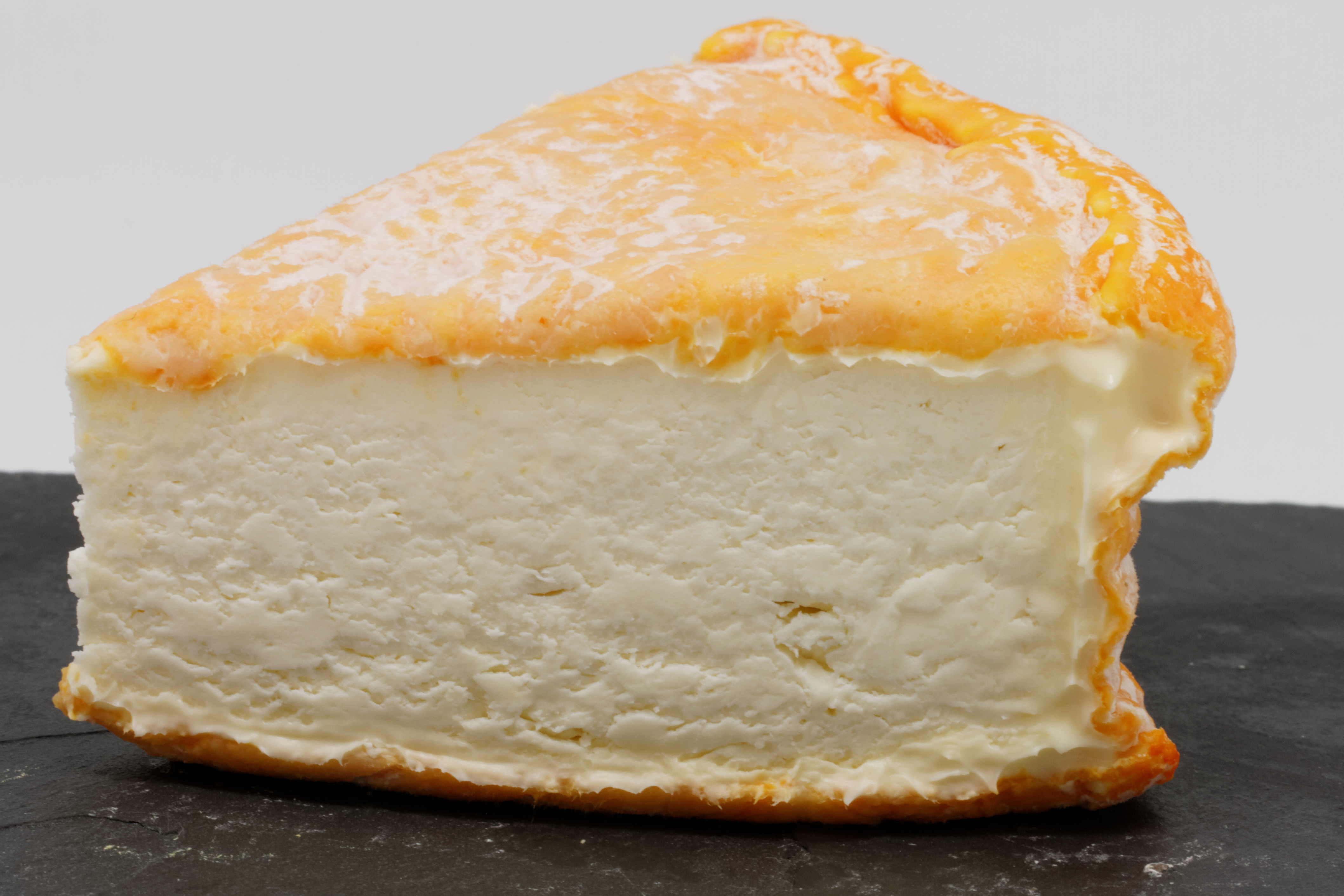
portion
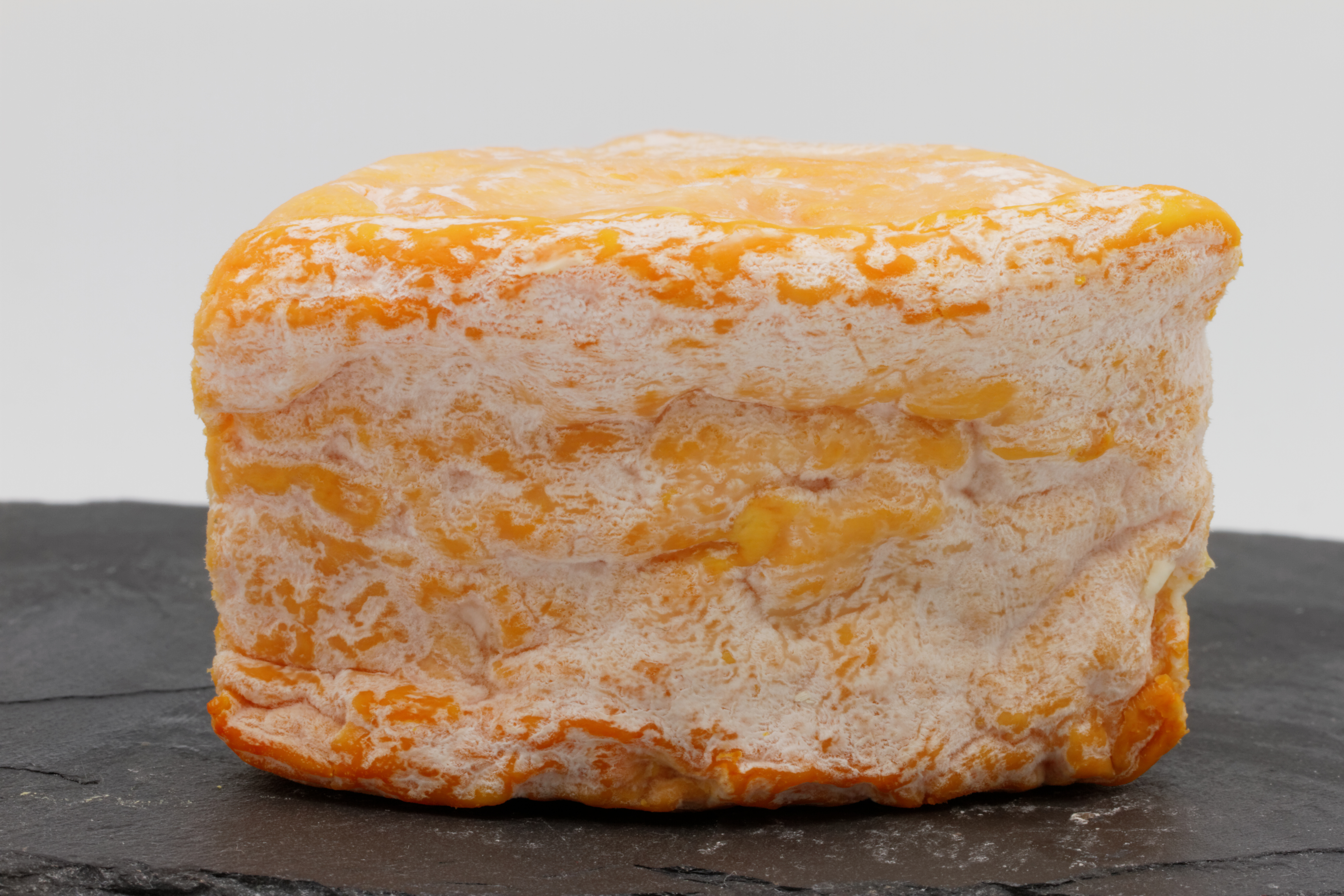
croûte
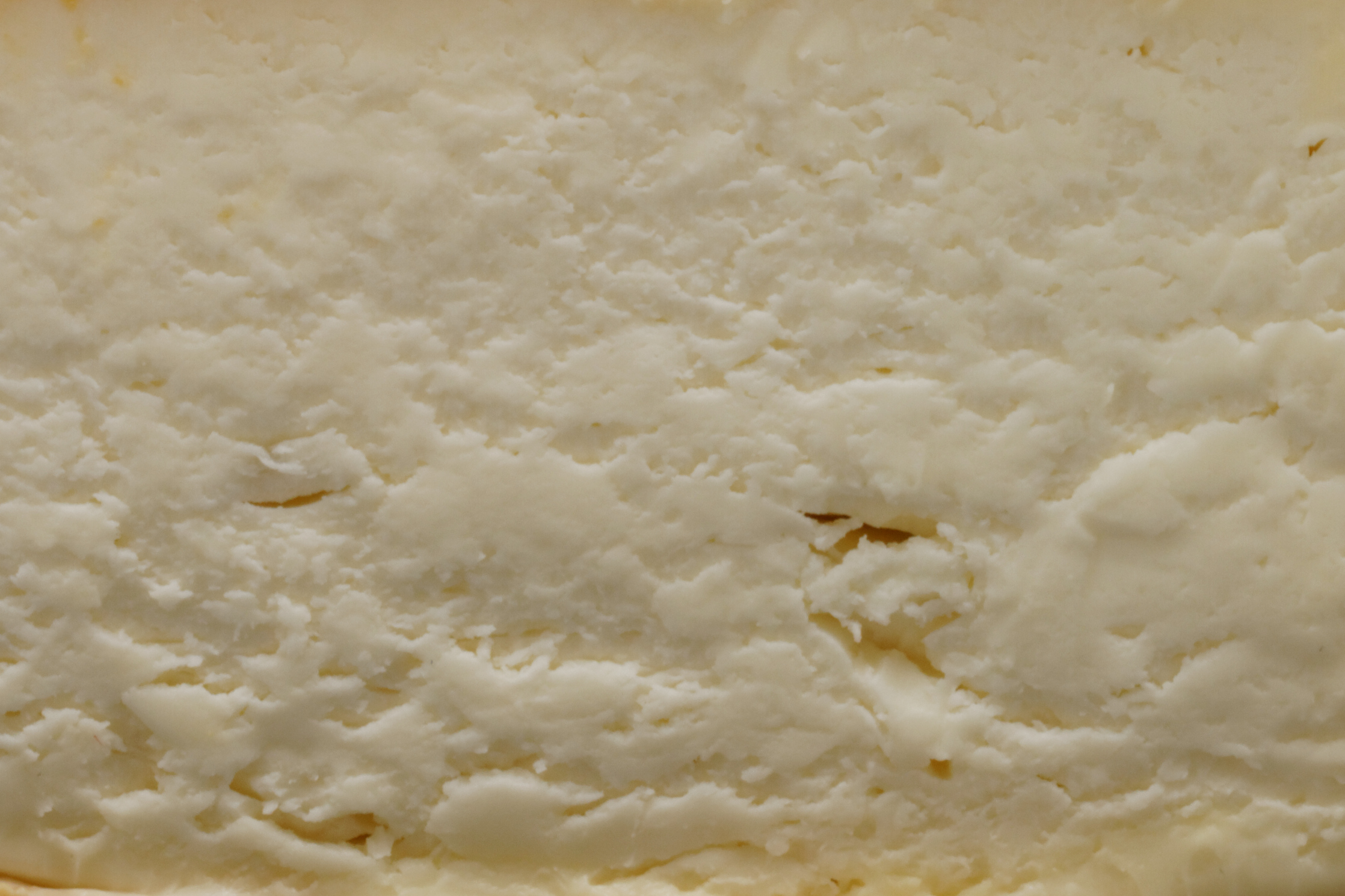
pâte